# I Don't Love You
"I Don't Love You" é uma música da banda de rock americana My Chemical Romance, que serve como o terceiro single de seu terceiro álbum de estúdio, "The Black Parade". Seu videoclipe estreou nas páginas oficiais da banda no YouTube e MySpace em 7 de março de 2007, e o single foi lançado em 3 de abril de 2007.

## História
Enquanto a banda estava em turnê, começaram a gravar usando um estúdio de gravação no ônibus. "I Don't Love You" foi uma das poucas músicas usadas nas últimas sessões de jam no ônibus durante a turnê. Ray Toro e Gerard Way podem ser vistos tocando uma versão inicial da música nessas sessões no DVD de 2006, "Life on the Murder Scene".

## Videoclipe
O videoclipe foi dirigido por Marc Webb, que também dirigiu três videoclipes anteriores do My Chemical Romance, do álbum "Three Cheers for Sweet Revenge". Webb foi escolhido em vez de Samuel Bayer, que dirigiu "Welcome to the Black Parade" e "Famous Last Words" do terceiro álbum de estúdio deles, "The Black Parade". O videoclipe conta a história de dois amantes, interpretados por Colton Haynes e Cassandra Church, em um mundo estranho e abstrato. O vídeo parece contar a história de como o amor deles murcha rapidamente até que um deles deixa o outro sozinho. No final do vídeo, um dos amplificadores da banda explode junto com duas das guitarras. Em 7 de março de 2007, a banda estreou exclusivamente o vídeo em suas páginas no YouTube e MySpace. O vídeo é em preto e branco, provavelmente para simular mais contraste entre os dois amantes. Também é possível ver Gerard usando uma aliança de casamento, sobre o qual Gerard foi questionado em uma entrevista com a 97X, onde ele mencionou ter 'encontrado alguém muito especial'. O vídeo foi ao ar na Kerrang! TV no Reino Unido em 9 de março de 2007 e no Channel 4 no Reino Unido em 8 de março de 2007. O vídeo ficou disponível para compra na UK iTunes Store em 19 de março de 2007 e foi lançado na Nova Zelândia em 13 de março de 2007.

### Equipamento
- Gibson Les Paul Studio em ébano de Ray Toro.
- Gibson Les Paul Studio em ébano de Frank Iero.
- Fender American Deluxe Jaguar Bass em preto de Mikey Way.
- Conjunto de bateria personalizada C&C de Bob Bryar.
- Amplificadores de guitarra Marshall.
- Amplificadores de baixo Ampeg.

## Recepção
A música recebeu uma crítica positiva de 4/5 estrelas do site de música Pitchfork Media, que afirmou: "..é a primeira balada de poder adequada da banda e, bem, eles deveriam definitivamente pensar em escrever dezenas mais." O single foi lançado na Austrália em 16 de maio.

## Lista de faixas
Todas as faixas escritas e compostas por My Chemical Romance. 
| Versão 1 (CD promocional) |                    |         |  |
| N.º                       | Título             | Duração |  |
| 1.                        | "I Don't Love You" | 3:58    |  |

| Versão 2 (CD e vinil) |                              |         |  |
| N.º                   | Título                       | Duração |  |
| 1.                    | "I Don't Love You"           | 3:58    |  |
| 2.                    | "Cancer" (ao vivo em Berlin) | 2:37    |  |

| Versão 3 (vinil) |                                       |         |  |
| N.º              | Título                                | Duração |  |
| 1.               | "I Don't Love You"                    | 3:58    |  |
| 2.               | "House of Wolves" (ao vivo em Berlin) | 2:57    |  |

| Versão 4 (CD) |                                       |         |  |
| N.º           | Título                                | Duração |  |
| 1.            | "I Don't Love You"                    | 4:00    |  |
| 2.            | "Cancer" (ao vivo em Berlin)          | 2:39    |  |
| 3.            | "House of Wolves" (ao vivo em Berlin) | 2:57    |  |

| Versão 5 (download digital) |                                              |         |  |
| N.º                         | Título                                       | Duração |  |
| 1.                          | "I Don't Love You" (ao vivo na Sessions@AOL) | 3:57    |  |

| Versão 6 (download digital) |                                              |         |  |
| N.º                         | Título                                       | Duração |  |
| 1.                          | "I Don't Love You" (ao vivo na Sessions@AOL) | 3:57    |  |
| 2.                          | "Cancer" (ao vivo em Berlin)                 | 2:37    |  |
| 3.                          | "House of Wolves" (ao vivo em Berlin)        | 2:57    |  |

## Paradas
"I Don't Love You" estreou na posição 65 no UK Singles Chart apenas com base em downloads em 25 de março de 2007. Na semana seguinte, em 1º de abril de 2007, subiu para a posição 35, ainda impulsionado apenas por downloads. Quando foi lançado fisicamente, alcançou a posição 13.
| Parada (2007)                     | Melhor posição |
| --------------------------------- | -------------- |
| Austrália (ARIA)                  | 64             |
| European Hot 100 Singles          | 35             |
| Alemanha (Official German Charts) | 89             |
| Irlanda (IRMA)                    | 27             |
| Escócia (OCC)                     | 3              |
| UK Singles (OCC)                  | 13             |

## Certificações
| Região                                                          | Certificação | Unidades certificadas/vendas |
| --------------------------------------------------------------- | ------------ | ---------------------------- |
| Reino Unido (BPI)                                               | Silver       | 200,000‡                     |
| Estados Unidos (RIAA)                                           | Gold         | 500,000‡                     |
| ‡Números de vendas e streaming baseados apenas em certificação. |              |                              |